# محطة قطار كريات غات

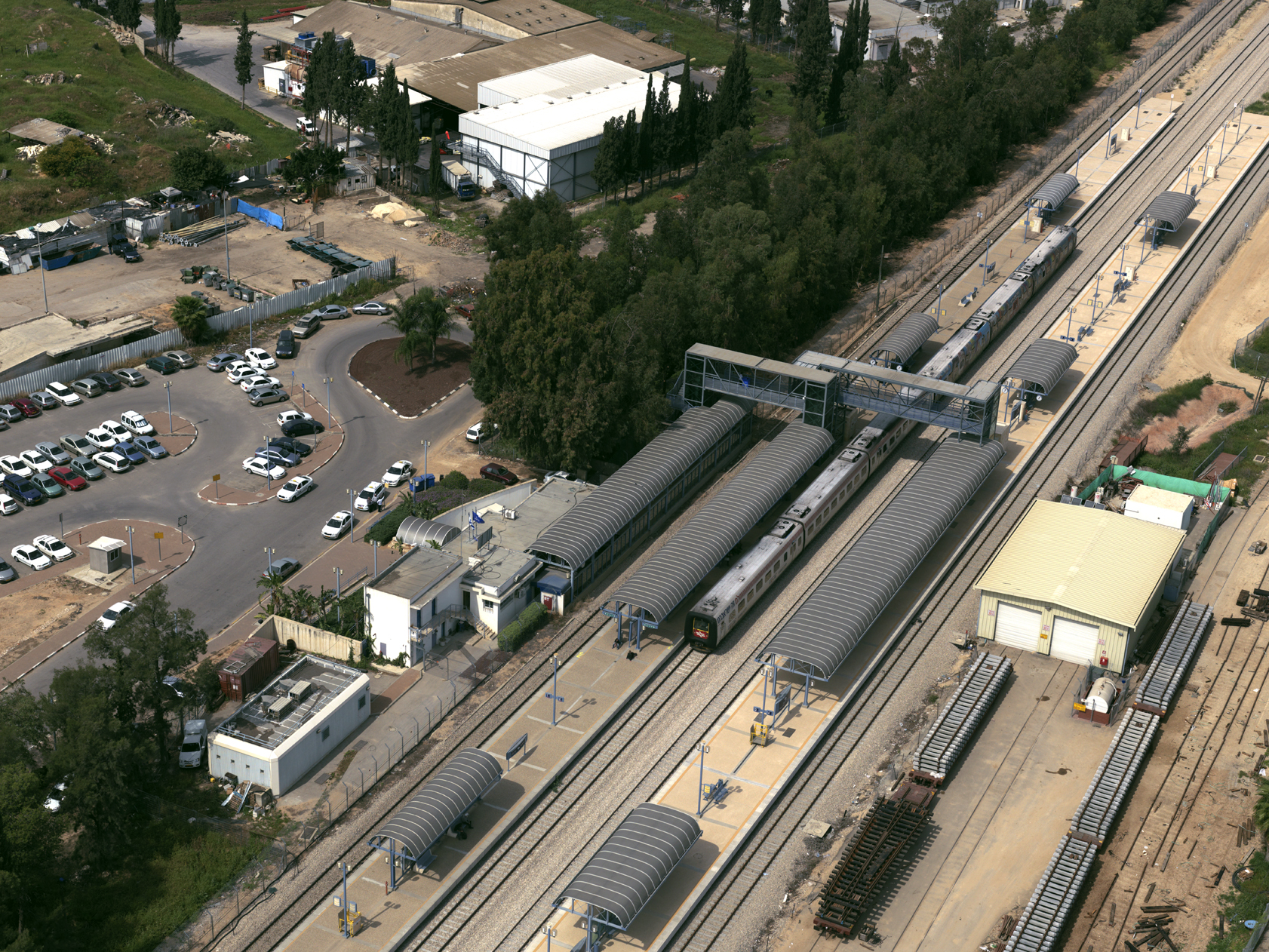
محطة قطار كريات غات

محطة قطار كريات غات (بالعبرية: תחנת הרכבת קריית גת) هي محطة قطار للركاب تابعة لخطوط السكك الحديدية الإسرائيلية، تقع بالقرب من المنطقة الصناعية في كريات غات جنوبي إسرائيل.

## تاريخ
في أوائل 1956 اُكتملت السكة الحديدية إلى بئر السبع، والتي تقرر أن تمر من محطة في كريات غات. ابتداءً من يونيو 1956 بدأت القطارات المتجهة إلى بئر السبع بالتوقف في كريات غات. اُفتتحت المحطة في 21 يوليو 1960 في حفل حضره وزير المواصلات يتسحاق بن أهارون. وقد وُصفت المحطة بكونها صغيرة وريفية.

## تصميم
توجد في المحطة أربع سكك حديدية ومنصتين جزيرة تضم أربعة أرصفة. يُمكن الخروج من المحطة عبر ممر تحت الأرض وجسر المشاة.

## خطوط
تتوقف القطارات في المحطة مرة كل ساعة على خط نهاريا – حيفا – تل أبيب – بئر السبع بكلا الاتجاهين. كما تتوقف القطارات على خط بئر السبع – كرمئيل. تستغرق الرحلة من المحطة إلى محطة قطار تل أبيب هشلوم حوالي 40 دقيقة.